# 350 Ornamenta
Ornamenta (asteroide 350) é um asteroide da cintura principal com um diâmetro de 118,35 quilómetros, a 2,6255036 UA. Possui uma excentricidade de 0,1561224 e um período orbital de 2 004,46 dias (5,49 anos).
Ornamenta tem uma velocidade orbital média de 16,88597615 km/s e uma inclinação de 24,90012º.
Esse asteroide foi descoberto em 14 de Dezembro de 1892 por Auguste Charlois.